# トゥーンタウン・オンライン
『トゥーンタウン・オンライン』(Toontown Online) は、ウォルト・ディズニー・カンパニーが運営していたMMORPG。このゲームは大人だけでなく、低年齢層にも対応し、3DCGを用いた仮想空間を特徴としていた。使用言語に応じて複数の国でそれぞれの言語バージョンのゲームが並行して公開されていた。具体的には、以下のものがあった。
- アメリカ版
- イギリス版
- スペイン版
- ドイツ版
- フィリピン版
- ブラジル版
- フランス版
- 日本版

日本語版は、2010年8月31日正午をもってサービスを終了した。
その後英語版はサービスを継続したものの、2013年9月19日にすべてのサービスが終了した。サービス終了に際して、最後の3カ月間はすべてのサービスが無料で開放された。
2014年9月からは、以前のゲームシステムをほとんどそのまま継承した形で、Toontown Rewritten がベータ版として公開された。
また、2018年7月には、Toontown: Corporate Clash がベータ版として公開された。こちらは従来のゲームシステムに改良を加えて、多くの内容は引き継いでいるものの、更に独自の進化を遂げた形になっている。

## 概要
ジャイロ・ギアルースという発明家があるロボットを作った。しかしそのロボットはとても危険なため「触るな！！」という張り紙が張られてジャイロの工場にしまわれていた。ある日、スクルージ・マクダックという世界的にも有名な億万長者のアヒルが、ジャイロ・ギアルースの工場にやってきた。ジャイロを探していたスクルージはその巨大なメカを目にする。このメカ使って今までかけてきた大金を取り戻そう、と思いメカを操作した。すると、その巨大のメカが作動して勝手にコグという悪役ロボットを大量に作りだした。そのコグはなんとこのゲームの舞台、トゥーンタウンを乗っ取ろうと企み出した。
コグはトゥーンタウンのストリートを徘徊し、店舗をコグビルに変更したり、コグ本部と呼ばれる施設まで作って乗っ取りを進めようとした。これに対して、トゥーンと呼ばれるプレーヤは、コグを倒してトゥーンタウンを守るために戦うこととなる。具体的には、コグには笑いのセンスがなくギャグを受けるとダメージが生じ、そのダメージが一定以上に達するとコグは爆発してしまうため、トゥーンは様々なギャグを習得し、これらをコグにぶつけることで戦う事となる。

## 登場キャラクター
トゥーン（プレイヤー）
操作するトゥーンだが、店にいる者も多数いる。現在、猫、犬、鼠、兎、熊、豚、馬、猿､アヒルがいる。
コグ
| 種類         | 弱い           |            |              |              |              |                    |              | 強い           |
| ------------ | -------------- | ---------- | ------------ | ------------ | ------------ | ------------------ | ------------ | -------------- |
| ボスボット   | オベッカー     | カリカリン | イエスマン   | ガミガミーナ | リストラマン | ヘッドハンター     | デッパラーダ | ビッグチーズ   |
| ロウボット   | タイコモチー   | ガッツキー | ニマイジタン | ツケコミン   | ウラギリン   | ドクター・トラブル | ホウノトリ   | ビッグホワイト |
| マネーボット | チョロマカシー | セコビッチ | ドケッチオ   | カッチリン   | スウジスキー | カネモッチン       | シャークロン | ドロビッグ     |
| セルボット   | ブアイソン     | ツーハーン | タッシャーナ | オオゲーサ   | クロマクール | アイソマン         | オマカセンヌ | ビッグスマイル |
なおコグの名前にはそれぞれ意味があり、主にサラリーマンに対する皮肉がこもった名前だったり、英語のスラングだったりする。
(例)タイコモチー…太鼓持ち　ビッグチーズ…日本語で重役というスラング
グーニーズ
コグ工場には警備ロボットの「グーニーズ」がいて、（ボスボットの工場にはいない）グーニーズから発せられた光線を浴びるとダメージを受けゲラゲラメーターが減る。
ガイコグ
通常のコグロボットの外装が取り払われて骨格だけとなった、「ガイコグ」というコグも存在する。すべてのコグに対応するガイコグがおり、元となるコグの身長や体形に合わせて、ガイコグの外見にも変化がみられる。

## 各種施設
- コグ本部

4つあるプレイグラウンドそれぞれにコグ本部があり、各本部にはボスが、コグ工場には警備ロボットの「グーニーズ」がいて、（ボスボットの工場にはいない）コグを生産したり、各種業務(?)を行なっている。

## 料金
初回の月額料金420円それ以降840円だったが、2008年7月31日から初回関係なく500円に値下げされた。
有料会員にならなくてもプレーは可能だったが、移動範囲が最初のプレイグラウンドと、そこから直接伸びているストリートに限定された。

## 安全面
プレイヤー層が比較的低年齢であるためとディズニーが経営しているためか安全面への配慮は厳格である。

### 登録時
- 会員登録時に未成年者の場合親権者のメールアドレスの登録が必須となっている。
- キャラクタ名称（トゥーン名）を作る時、フリープラン会員（無料会員）の場合は選択肢の中から選ばなければならず、オフィシャル会員（有料会員）の場合は自由に作る事が出来るものの、運営側のチェックを受けなければならない。

### プレイ時
- 基本は「スピードチャット」と呼ばれる定型文でしか話すことができない。
- オフィシャル会員（有料会員）は「ひみつのことば」と呼ばれるパスワードをゲーム内以外で交換、お互いが入力することによってそれぞれ自由にチャットが打てるようになるものの、不適切な単語を発言することは不可能である。

## サービス終了後
ウォルト・ディズニー・カンパニーによるサービスは終了したものの、その後、下記の3つのサービスがディズニー以外の手により公開され、2020年現在は、このうち2つだけがサービスを続けている。
- ToonTown INFINITE オープンβテスト　その後2015年にサービスを終了した。
- ToonTown Rewirtten 2014年9月19日βテスト一般公開

上記2つのサービスは、2013年に終了したディズニーと同様のシステムに見えるが、ディズニー版にあったすべての施設やサービスが再現されているわけではない。
- Toontown: Corporate Clash 2018年7月βテスト一般公開

こちらは、ディズニーのシステムを継承しつつ、ギャグやコグの種類が増えたり、トゥーンにレベル制を導入するなど、多くの部分で改良が見られる。